# Amelidae
Famille
Les Amelidae sont une famille d'insectes de l'ordre des Mantodea.

## Répartition
Les genres de cette famille se rencontrent dans les zones néarctique et paléarctique.

## Description
Les membres de la famille des Amelidae se distinguent de tous les autres Mantoptères par la combinaison de caractères suivante  : 
- les espèces sont petites et brunâtres ;
- le vertex est dépourvu d'excroissance, les yeux sont arrondis à coniques et les renflements juxta-oculaires sont indistincts ;
- le prothorax est relativement courts avec une dilatation supra-coxale bien marquée, la métazone est au maximum deux fois plus longue que la prozone ;
- les fémurs antérieurs portent quatre épines discoïdales et quatre épines postéro-ventrales, leurs lobes apicaux présentes une épine, les pattes médianes et postérieures n'ont ni lobes ni épines, les pattes postérieures sont allongées et présentent des fémurs plus ou moins allongés et élargis ;
- les ailes sont colorées chez les femelles microptères et les mâles sont brachyptères à macroptères, les ailes sont sans ocelle apical ;
- une oreille cyclopéenne est présente, la plaque supra-anale est triangulaire et les cerques cylindriques sont plus courts que la moitié de la longueur de l'abdomen ;
- les phallomères sont sclérotisés, le phallomère ventral droit arbore deux champs de pilosité et la crête ventrale est très allongée, les processus du complexe gauche sont séparés, le phallomère ventral est sans lobe basal du côté droit avec les deux processus distaux secondaires médians et latéraux présents, les deux processus sont courts, aigus et tournés vers la droite, l'apophyse distale primaire est déplacée vers le côté gauche du phallomère ventral, l'apophyse phalloïde est généralement bifurquée avec un lobe antérieur tuberculé et le lobe postérieur subaigu à aigu et courbé fusionné au lobe membraneux sur la majeure partie de sa longueur, seul l'apex est libre sous la forme d'une petite dent, le lobe membraneux est plus ou moins pileux, la lamelle dorsale du phallomère gauche est sétosée et dépourvue de lobe arrondi.

## Liste des tribus et des genres
Selon Schwarz & Roy, 2019 et Mantodea Species File (28 mars 2025) :
- Tribu des Amelini Westwood, 1889
  - Apteromantis Werner, 1931 - [zone paléarctique]
  - Ameles Burmeister, 1838 - [zone paléarctique]
  - Pseudoyersinia Kirby, 1904 - [zone paléarctique]
- Tribu des Litaneutriini Jantsch, 1999
  - Yersiniops Hebard, 1931 - [zone néarctique]
  - Yersinia Saussure, 1869 - [zone néarctique]
  - Litaneutria Saussure, 1892 - [zone néarctique]

Dans une étude plus récente, Villani propose de restaurer le genre Parameles Saussure, 1869 dans les Amelini et de considérer le genre Pseudoyersinia comme un sous-genre.

## Systématique
Selon Schwarz et Roy, l'ancienne sous-famille des Amelinae Giglio-Tos, 1919 s'étant transformée en un fourre-tout taxonomique, regroupant des mantides avec un prothorax court et des femelles brachyptères, mais pouvant présenter des appareils génitaux fondamentalement différents, les « vraies » Amelinae doivent être traitées comme une famille, les Amelidae.
La famille des Amelidae a été nommée en 1889 par l'entomologiste britannique John Obadiah Westwood (1805-1893). Son genre type est Ameles Burmeister, 1838,.

### Publication originale
- (la) John Obadiah Westwood, Revisio insectorum familiae mantidarum, speciebus novis aut minus cognitis descriptis et delineates, Londres, Gurney & Jackson, 1889, 53 p.